# Yamaha SR 400
Die SR 400  ist ein Allrounder-Motorrad des japanischen Herstellers Yamaha, welches von 1978 bis 2021 produziert wurde und auf der Yamaha SR 500 basiert. Die Bezeichnung „SR“ steht für „Single Road“. Wie die anderen Modelle dieser Reihe ist es mit Chromteilen klassisch gestaltet und zählt heute zum Retrodesign.

## Modellgeschichte
Lange Zeit war die SR 400 nur in Japan verfügbar, während in Europa und den USA die weitgehend baugleiche, aber hubraumstärkere SR 500 der Typen 2J4 (Europa bis 1982), 2J2 (USA bis 1980) und 48T (ab 1983 bis 1999) vermarktet wurde. In der Motorradszene in Japan ist die SR 400 aufgrund der dortigen Führerscheinvorschriften fest verankert und wird bis heute verkauft. Die SR 400 wurde seit 2014 auch wieder in Europa und den USA in einer neuen Version (u. a. mit Einspritzanlage) vermarktet. Der Verkauf in Europa endete jedoch 2016, da der luftgekühlte Motor die ab 2017 geltende Abgasnorm nicht mehr erfüllt.

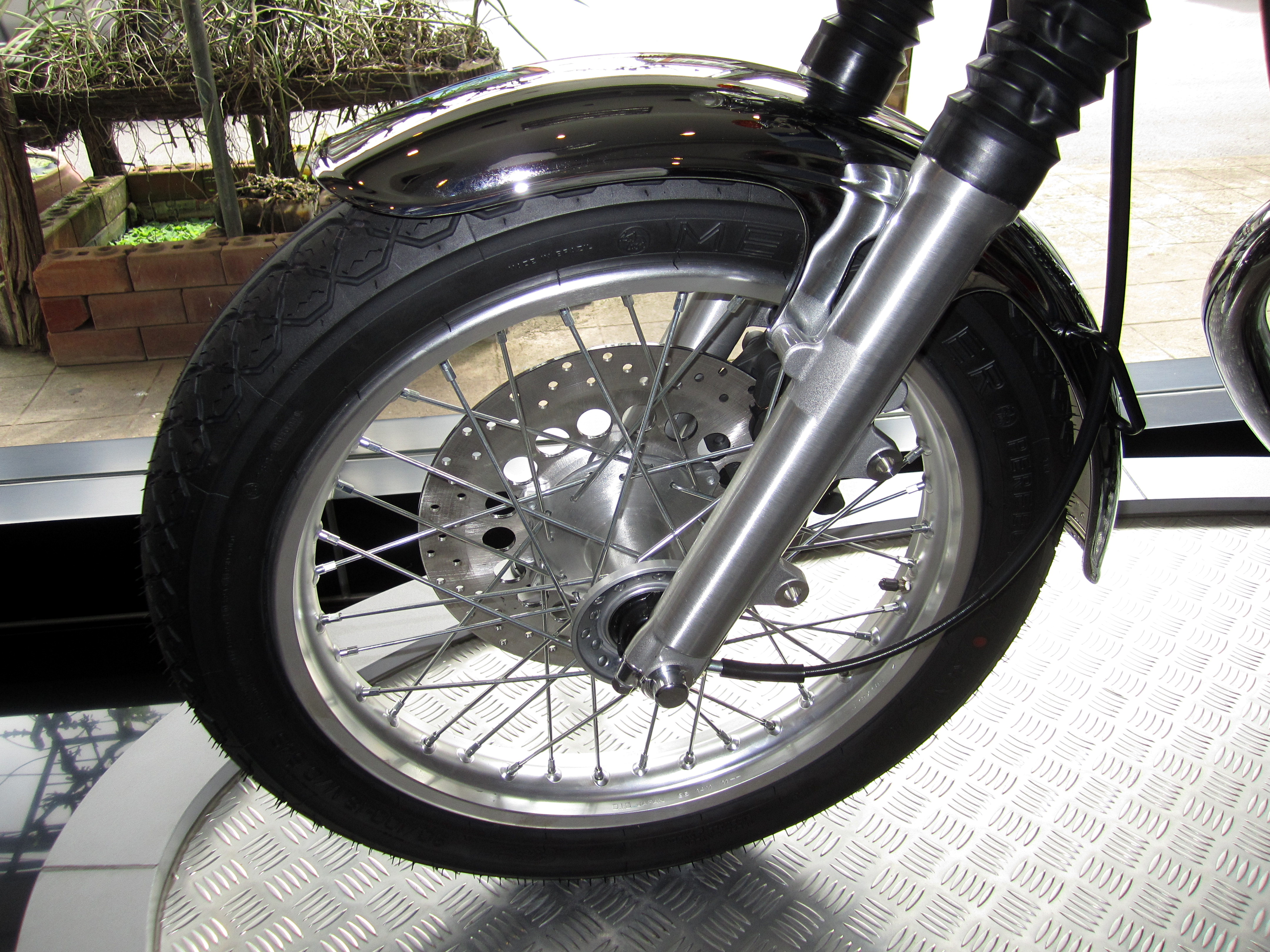
Vorderrad im klassischen Speichendesign
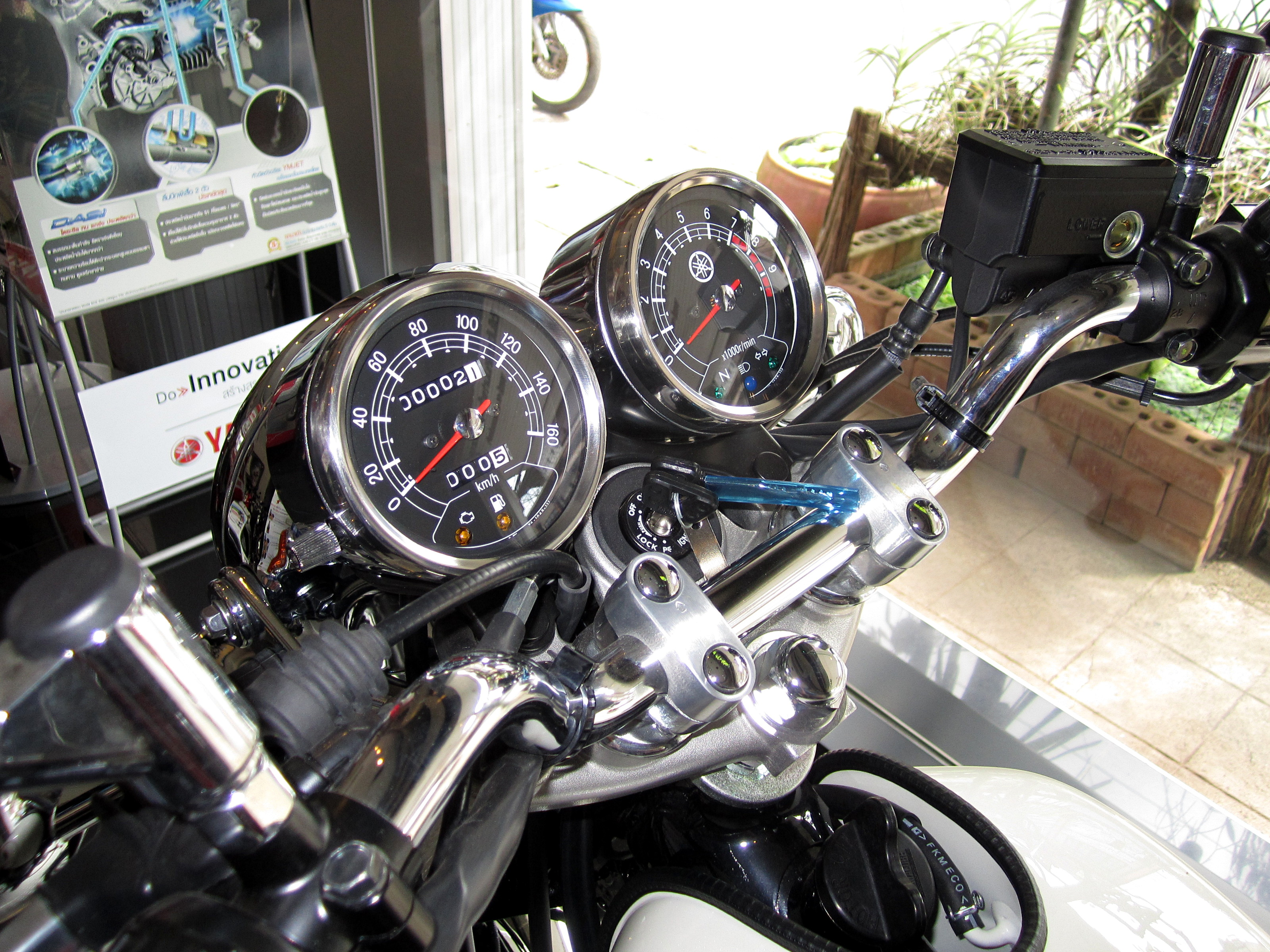
Cockpit mit Zeigerinstrumenten
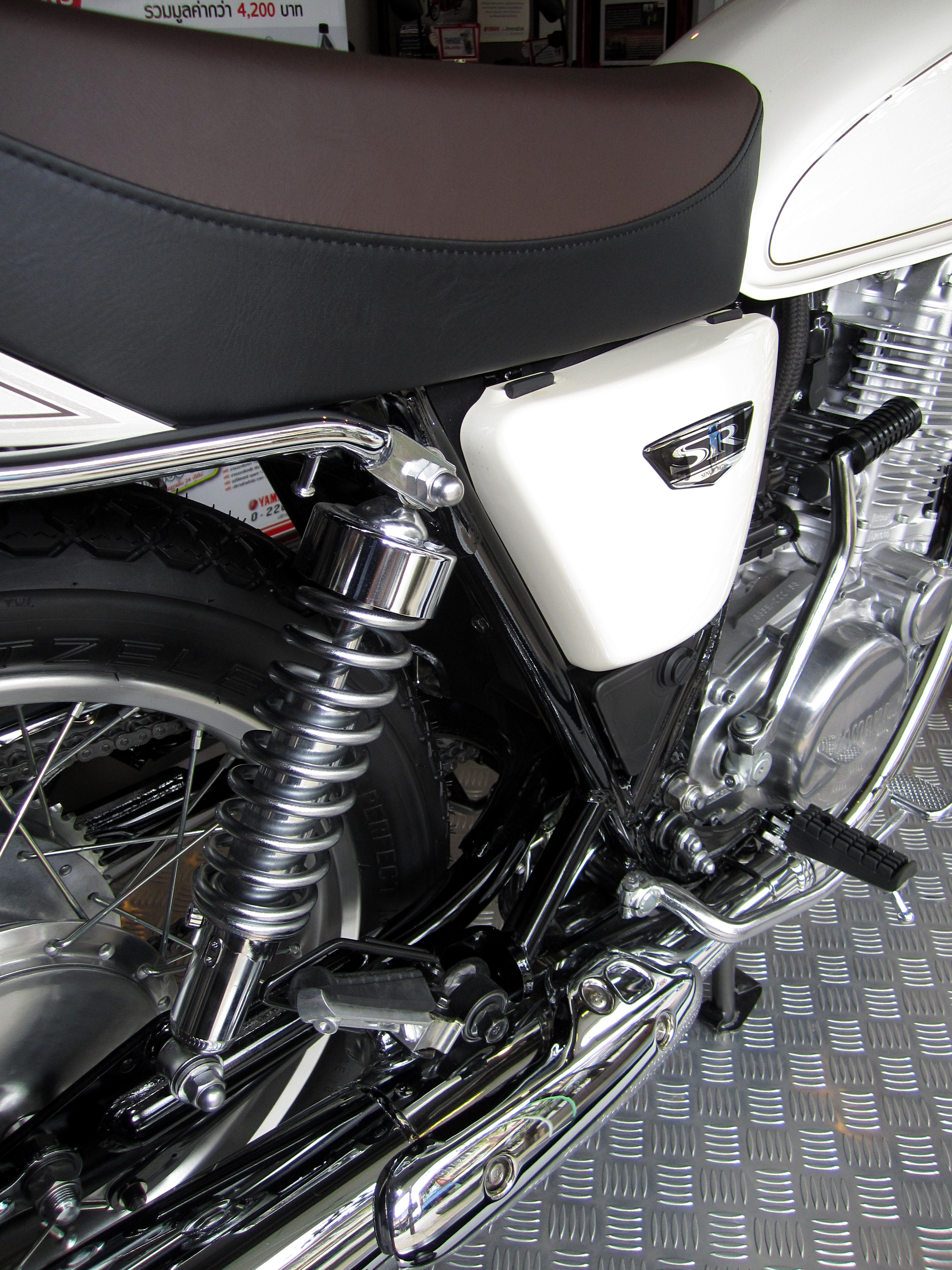
Rechte Seite mit Kickstarter

## Test und Vergleich mit SR 500
„Das stabile Leerlauf-Prötteln der „kleinen“ SR klingt im Vergleich zur kerniger schüttelnden 500er jedoch arg schüchtern. Ein Eindruck, der auch bei höheren Drehzahlen vorherrscht, die der Yamaha SR 400 lockerer von der Kurbelwelle gehen wie der hubraumgrößeren Schwester. Allerdings muss man die 400er auch drehen, wenn sie mit ihrer 34 PS starken Ahnin mithalten soll, denn die drückt speziell im mittleren Drehzahlbereich spürbar kräftiger nach vorn. Mit gemessenen 25 PS bei 6600/min und 29 Newtonmetern bei 3300 Touren übt sich die 174 Kilogramm schwere Einspritz-Variante nicht nur akustisch in Zurückhaltung, sondern auch in Sachen Leistung.“